# Coupe du monde de rugby à XIII 2008
Navigation
Édition précédente Édition suivante
La Coupe du monde de rugby à XIII 2008 (13e édition depuis sa création en 1954), s'est déroulée du 25 octobre au 22 novembre 2008 en Australie. Il s'agit de la plus importante des compétitions internationales de rugby à XIII mettant aux prises des sélections nationales, organisée par la Rugby League International Federation (RLIF). C'est la quatrième fois que l'Australie organise ce tournoi.
Cinq nations sont automatiquement qualifiées : l'Australie, l'Angleterre, la France, la Nouvelle-Zélande et la Papouasie-Nouvelle-Guinée. Les cinq autres nations se sont qualifiées par le biais d'une phase qualificative, ce sont : l'Écosse, les Fidji, l'Irlande, les Samoa et les Tonga.
La Nouvelle-Zélande, deux fois finaliste, remporte son premier titre en battant le grand favori, l'Australie, sur son terrain 34 à 20. Elle met fin à une série de six victoires australiennes dans la compétition.

## Organisation
La Coupe du monde devait initialement se disputer en 2004 en Australie, mais en raison d'une part du peu de succès de l'édition 2000 (à cause de matchs déséquilibrés et du manque de ferveur populaire) et du Tri-Nations d'autre part (opposition entre trois nations : Australie, Nouvelle-Zélande et Angleterre), le tournoi a été repoussé à 2008. Officiellement annoncé le 6 mai 2006 par le RLIF, le calendrier a été mis en place le 19 avril 2007.

### Stades retenus pour le tournoi
Les douze stades accueillant le tournoi sont tous situés en Australie orientale dans les États du Queensland, de Nouvelle-Galles du Sud, du Victoria et dans le Territoire de la capitale australienne.
| Ville       | État                                   | Stade                            | Capacité      | Club résident                |
| ----------- | -------------------------------------- | -------------------------------- | ------------- | ---------------------------- |
| Brisbane    | Queensland                             | Suncorp Stadium                  | 52 500 places | Brisbane Broncos             |
| Gold Coast  | Queensland                             | Skilled Park                     | 27 000 places | Gold Coast Titans            |
| Townsville  | Queensland                             | Dairy Farmers Stadium            | 25 000 places | North Queensland Cowboys     |
| Rockhampton | Queensland                             | Browne Park                      | 8 000 places  | Central Comets               |
| Penrith     | Nouvelle-Galles du Sud                 | CUA Stadium                      | 21 000 places | Penrith Panthers             |
| Parramatta  | Nouvelle-Galles du Sud                 | Parramatta Stadium               | 20 000 places | Parramatta Eels              |
| Sydney      | Nouvelle-Galles du Sud                 | Sydney Football Stadium          | 45 500 places | Sydney Roosters              |
| Newcastle   | Nouvelle-Galles du Sud                 | EnergyAustralia Stadium          | 26 126 places | Newcastle Knights            |
| Wollongong  | Nouvelle-Galles du Sud                 | WIN Stadium                      | 20 000 places | St. George Illawarra Dragons |
| Gosford     | Nouvelle-Galles du Sud                 | Bluetongue Central Coast Stadium | 20 119 places | Central Coast Storm          |
| Melbourne   | Victoria                               | Telstra Dome                     | 56 347 places | Melbourne Storm              |
| Canberra    | Territoire de la capitale australienne | Canberra Stadium                 | 25 011 places | Canberra Raiders             |

|                 |              |                         |
| Suncorp Stadium | Telstra Dome | Sydney Football Stadium |

## Les nations présentes au tournoi

Pays participants par zone de qualifications (coupe 2008).

Cinq nations sont directement qualifiées pour ce tournoi : l'Australie, l'Angleterre, la France, la Nouvelle-Zélande et la Papouasie-Nouvelle-Guinée.
Les cinq autres participants passent par une phase qualificative qui a s'étend du 6 novembre 2006 au 14 novembre 2007. Trois zones géographiques sont définies. Pour la zone Europe deux places qualificatives sont gagnées par l'Irlande et l'Écosse ;  pour la zone Pacifique les Fidji et les Tonga se qualifient. Un tournoi de repêchage entre sélections européennes (Liban et pays de Galles), une de la zone du Pacifique (les Samoa) et une pour la zone Atlantique (les États-Unis, vainqueurs du Japon dans cette zone), ce tournoi fut remporté par les Samoa qui décrochèrent alors la dernière place pour la Coupe du monde. 

### Exigences en qualifications
La RLIF a stipulé pour chaque nation engagée dans la phase qualificative deux critères à remplir :
- un minimum de six joueurs disputant le championnat national depuis au moins un an ;
- au moins six joueurs ayant disputé des matchs internationaux juniors durant les 18 mois précédant la compétition.

Si l'un de ces deux critères n'est pas rempli, la nation est alors exclue de la compétition.

### Liste des nations engagées
| Nations                   | Qualification             | Rang RLIF | Résultat en 2000 |
| ------------------------- | ------------------------- | --------- | ---------------- |
| Australie                 | Qualifiée automatiquement | 1er       | Vainqueur        |
| Nouvelle-Zélande          | Qualifiée automatiquement | 2e        | Finaliste        |
| Angleterre                | Qualifiée automatiquement | 3e        | Demi-finale      |
| Tonga                     | Vainqueur zone Pacifique  | 4e        | 1er tour         |
| France                    | Qualifiée automatiquement | 5e        | Quart-de-finale  |
| Fidji                     | Finaliste zone Pacifique  | 6e        | 1er tour         |
| Papouasie-Nouvelle-Guinée | Qualifiée automatiquement | 7e        | Quart-de-finale  |
| Irlande                   | Vainqueur zone Europe 2   | 9e        | Quart-de-finale  |
| Écosse                    | Vainqueur zone Europe 1   | 11e       | 1er tour         |
| Samoa                     | Vainqueur du repêchage    | 12e       | Quart-de-finale  |

Les équipes éliminées en qualification sont la Serbie, les Pays-Bas, la Géorgie, la Russie, les Îles Cook, le Japon, les États-Unis, le Pays de Galles et le Liban.

## Couverture télévisuelle
Pas moins de 127 pays ont acquis les droits de diffusion de la Coupe du monde. En Australie, Channel 9 couvre tous les matchs du groupe A et la phase finale et Fox Sports  couvre quant à lui tous les matchs des groupes B et C ainsi que les matchs de classement. Au Royaume-Uni, Sky Sports programme tous les matchs en direct (cela s'étend également à la Nouvelle-Zélande), de même pour Orange sport en France et pour la chaîne fidjienne Mai TV pour couvrir la Papouasie-Nouvelle-Guinée et les Îles Fidji, Samoa, Cook et les Îles Salomon.
Même dans les régions du monde où aucune nation n'est représentée et où le rugby à XIII est confidentiel possèdent un couverture télévisuelle : ainsi au Moyen-Orient avec la chaîne Showtime, en Malaisie avec Astro ou aux États-Unis avec ESPN360. 
Enfin, BigPondTV (chaîne de télévision par internet) couvre tout l'événement, ceservice étant accessible de partout.

## Format de la compétition

### Phase de poule
La compétition débute par une phase de poule avec  trois groupes. Le Groupe A est formé de quatre nations tandis que les Groupes B et C ne sont constituées que de trois équipes. Les trois premiers du groupe A sont directement qualifiés pour les demi-finales (le quatrième est éliminé). Les vainqueurs des groupes B et C s'affrontent pour une place en demi-finale, les deuxièmes des groupes B et C s'affrontent pour la 7e place et les troisièmes s'affrontent pour la neuvième place du tournoi. 
Cette mise en place fut à un moment remise en question par la Papouasie-Nouvelle-Guinée qui considère la formule injuste. Cependant, après négociations, elle décide d'accepter de relever le défi proposé dans le groupe A.
Une victoire vaut deux points, un nul vaut un point et une défaite zéro. Si deux équipes ont le même nombre de points, c'est selon la différence de points marqués/encaissés que s'établira le classement.

#### Groupe A
| Poule A |                  |     |   |   |   |   |     |     |       |
|         | Équipe           | Pts | J | V | N | D | PP  | PC  | diff. |
| 1       | Australie        | 6   | 3 | 3 | 0 | 0 | 128 | 16  | +112  |
| 2       | Nouvelle-Zélande | 4   | 3 | 2 | 0 | 1 | 90  | 60  | +30   |
| 3       | Angleterre       | 2   | 3 | 1 | 0 | 2 | 60  | 110 | -50   |
| 4       | Papouasie-NG     | 0   | 3 | 0 | 0 | 3 | 34  | 126 | -92   |

| sam. 25 oct. | Angleterre       | 32-22 | Papouasie-NG     | Dairy Farmers Stadium, Townsville  |
| dim. 26 oct. | Australie        | 30-6  | Nouvelle-Zélande | Sydney Football Stadium, Sydney    |
| sam. 1 nov.  | Nouvelle-Zélande | 48-6  | Papouasie-NG     | Skilled Park, Gold Coast           |
| dim. 2 nov.  | Australie        | 52-4  | Angleterre       | Telstra Dome, Melbourne            |
| sam. 8 nov.  | Angleterre       | 24-36 | Nouvelle-Zélande | EnergyAustralia Stadium, Newcastle |
| dim. 9 nov.  | Australie        | 46-6  | Papouasie-NG     | Dairy Farmers Stadium, Townsville  |

#### Groupe B
| Poule B |        |     |   |   |   |   |    |    |       |
|         | Équipe | Pts | J | V | N | D | PP | PC | diff. |
| 1       | Fidji  | 2   | 2 | 1 | 0 | 1 | 58 | 24 | +34   |
| 2       | Écosse | 2   | 2 | 1 | 0 | 1 | 36 | 52 | -16   |
| 3       | France | 2   | 2 | 1 | 0 | 1 | 42 | 60 | -18   |

| dim. 26 oct. | France | 36-18 | Écosse | Canberra Stadium, Canberra  |
| sam. 1 nov.  | Fidji  | 42-6  | France | WIN Stadium, Wollongong     |
| mer. 5 nov.  | Écosse | 18-16 | Fidji  | Bluetongue Stadium, Gosford |

#### Groupe C
| Poule C |         |     |   |   |   |   |    |    |       |
|         | Équipe  | Pts | J | V | N | D | PP | PC | Diff. |
| 1       | Irlande | 2   | 2 | 1 | 0 | 1 | 54 | 38 | +16   |
| 2       | Tonga   | 2   | 2 | 1 | 0 | 1 | 34 | 40 | -6    |
| 3       | Samoa   | 2   | 2 | 1 | 0 | 1 | 36 | 46 | -10   |

| lun. 27 oct. | Irlande | 20-22 | Tonga | Parramatta Stadium, Parramatta |
| ven. 31 oct. | Tonga   | 12-20 | Samoa | CUA Stadium, Penrith           |
| mer. 5 nov.  | Irlande | 34-16 | Samoa | Parramatta Stadium, Parramatta |

### Phases finales

#### Matchs de classement
- Pour la 7e place

| 8 novembre 2008 | Écosse | 0-48 | Tonga | Browne Park, Rockhampton |  |
|                 |        |      |       |                          |  |

- Pour la 9e place

| 9 novembre 2008 | France | 10-42 | Samoa | CUA Stadium, Penrith |  |
|                 |        |       |       |                      |  |

#### Tableau final
|  | Quarts de finale | Quarts de finale | Quarts de finale |            |    | Demi-finales | Demi-finales | Demi-finales |  |  | Finale | Finale           | Finale |
|  |                  |                  |                  |            |    |              |              |              |  |  |        |                  |        |
|  |                  |                  |                  |            |    |              |              |              |  |  |        |                  |        |
|  |                  |                  | Nouvelle-Zélande | 32         |    |              |              |              |  |  |        |                  |        |
|  |                  |                  |                  | 32         |    |              |              |              |  |  |        |                  |        |
|  |                  |                  |                  | Angleterre | 22 |              |              |              |  |  |        |                  |        |
|  |                  |                  |                  | Angleterre | 22 |              |              |              |  |  |        |                  |        |
|  |                  |                  |                  |            |    |              |              |              |  |  |        |                  |        |
|  |                  |                  |                  |            |    |              |              |              |  |  |        |                  |        |
|  |                  |                  |                  |            |    |              |              |              |  |  |        | Nouvelle-Zélande | 34     |
|  |                  |                  |                  | Australie  | 20 |              |              |              |  |  |        |                  |        |
|  |                  |                  |                  |            |    |              |              |              |  |  |        |                  |        |
|  |                  |                  |                  |            |    |              |              |              |  |  |        |                  |        |
|  |                  |                  | Australie        | 52         |    |              |              |              |  |  |        |                  |        |
|  |                  |                  |                  | 52         |    |              |              |              |  |  |        |                  |        |
|  |                  |                  |                  | Fidji      | 0  |              |              |              |  |  |        |                  |        |
|  |                  | Fidji            | 30               | Fidji      | 0  |              |              |              |  |  |        |                  |        |
|  |                  | Fidji            | 30               |            |    |              |              |              |  |  |        |                  |        |
|  |                  | Irlande          | 14               |            |    |              |              |              |  |  |        |                  |        |

#### Match de qualification
| 10 novembre 2008 | Fidji | 30-14 | Irlande | Skilled Park, Gold Coast |  |
|                  |       |       |         |                          |  |

#### Demi-finales
| 15 novembre 2008 | Nouvelle-Zélande | 32 - 22 | Angleterre | Suncorp Stadium, Brisbane |  |
|                  |                  |         |            |                           |  |

| 16 novembre 2008 | Australie | 52 - 0 | Fidji | Sydney Football Stadium, Sydney |  |
|                  |           |        |       |                                 |  |

#### Finale
| 22 novembre 19 h 30 | Australie                                                                                                 | 20 – 34 (16 – 12) | Nouvelle-Zélande | Suncorp Stadium, Brisbane 50 509 spectateurs Arbitre : Ashley Klein () |
| 22 novembre 19 h 30 | Essai(s) : Lockyer 2 (12e, 35e), Williams (17e), Inglis (65e) Transformation(s) : Thurston 2/4 (18e, 36e) |                   | Essai(s) : J.Smith (24e), Ropati (28e), Hohaia 2 (49e, pénalité 70e ), Marshall (61e), Blair (76e) Transformation(s) : Luke 3/3 (25e, 28e, 50e), Marshall 2/3 (71e, 77e) | Suncorp Stadium, Brisbane 50 509 spectateurs Arbitre : Ashley Klein () |
| 22 novembre 19 h 30 | |                   | | Suncorp Stadium, Brisbane 50 509 spectateurs Arbitre : Ashley Klein () |

| Australie             | Position         | Nouvelle Zélande     |
| --------------------- | ---------------- | -------------------- |
| 1 Billy Slater        | Arrière          | 1 Lance Hohaia       |
| 2 Joel Monaghan       | Ailier           | 2 Sam Perrett        |
| 3 Greg Inglis         | Centre           | 3 Simon Mannering    |
| 4 Israel Folau        | Centre           | 4 Jerome Ropati      |
| 5 David Williams      | Ailier           | 5 Manu Vatuvei       |
| 6 Darren Lockyer (c)  | Demi d'ouverture | 6 Benji Marshall     |
| 7 Johnathan Thurston  | Demi de mêlée    | 7 Nathan Fien        |
| 15 Brent Kite         | Pilier           | 8 Nathan Cayless (c) |
| 9 Cameron Smith       | Talonneur        | 9 Thomas Leuluai     |
| 10 Petero Civoniceva  | Pilier           | 10 Adam Blair        |
| 11 Anthony Laffranchi | Deuxième ligne   | 11 David Fa'alogo    |
| 12 Glenn Stewart      | Deuxième ligne   | 12 Bronson Harrison  |
| 13 Paul Gallen        | Troisième ligne  | 13 Jeremy Smith      |
| 14 Karmichael Hunt    | Remplaçant       | 14 Issac Luke        |
| 16 Anthony Tupou      | Remplaçant       | 15 Greg Eastwood     |
| 17 Craig Fitzgibbon   | Remplaçant       | 16 Sam Rapira        |
| 22 Anthony Watmough   | Remplaçant       | 17 Sika Manu         |
| Ricky Stuart          | Entraineur       | Stephen Kearney      |

#### Classement final
|     |                  |  |  |  |
| 1.  | Nouvelle-Zélande |  |  |  |
| 2.  | Australie        |  |  |  |
| 3.  | Angleterre       |  |  |  |
| 4.  | Fidji            |  |  |  |
| 5.  | Irlande          |  |  |  |
| 6.  | Papouasie-NG     |  |  |  |
| 7.  | Tonga            |  |  |  |
| 8.  | Écosse           |  |  |  |
| 9.  | Samoa            |  |  |  |
| 10. | France           |  |  |  |

## Bilan de la Coupe du monde

### Bilan sportif
La nation hôte, favorite pour remporter la Coupe du monde, s'est fait battre en finale par la Nouvelle-Zélande.
La France, malgré un effectif de joueurs comprenant des Dragons catalans arrive dixième et dernière de la compétition.

### Bilan économique
Les nations participantes touchent chacune une prime en fonction de leur classement final, versée par les organisateurs. Le vainqueur de la compétition obtient un chèque de l'équivalent de 335 000 euros, tandis que le finaliste touche 270 000 euros et au total c'est près d'un million d'euros qui est reversé aux différentes nations.